# Melanitis kapura
Melanitis kapura är en fjärilsart som beskrevs av Hans Fruhstorfer 1908. Melanitis kapura ingår i släktet Melanitis och familjen praktfjärilar. Inga underarter finns listade i Catalogue of Life.